# Acronicta retardata
Acronicta retardata là một loài bướm đêm trong họ Noctuidae.

## Hình ảnh

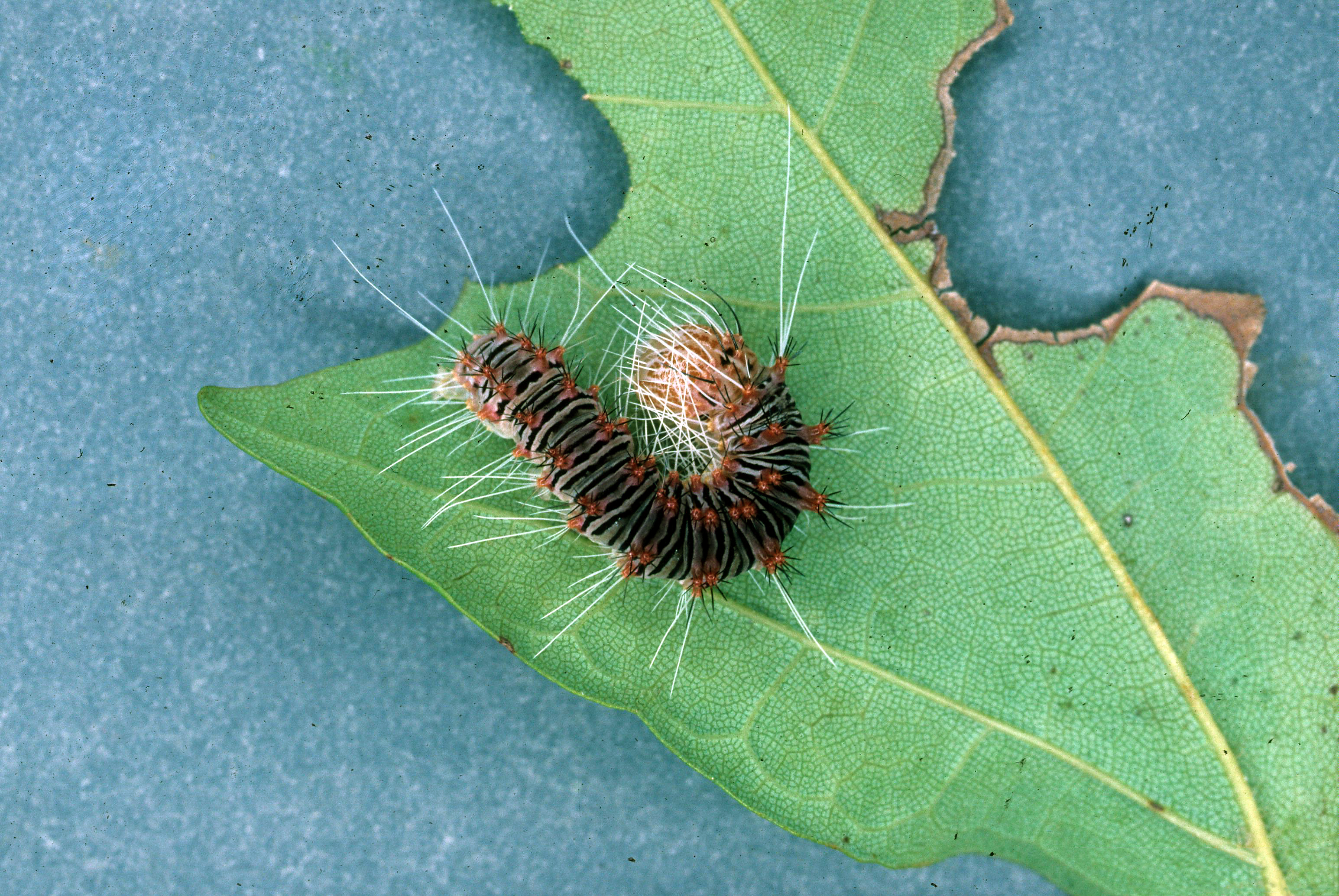